# Без терміну давності
Без терміну давності (рос. Без срока давности) — радянський художній фільм 1986 року, знятий на кіностудії «Мосфільм».

## Сюжет
Залишаючи приморське місто наприкінці Другої світової війни, есесівці сховали списки таємних агентів. Через кілька років Сем Пейдж, в минулому фашистський найманець Семен Пайгін, і двоє інших агентів приїжджають в СРСР з метою розшуку архіву. Адже злочини агентів СС, як відомо, не мають терміну давності…

## У ролях
- Борис Щербаков — Олексій Столяров, майор держбезпеки
- Петро Глєбов — Роман Кирилович Пайгін
- Всеволод Сафонов — Семен Пайгін, він же містер Саймон Пейдж
- Людмила Нільська — Лариса Кирієнко
- Сергій Присєлков — Сергій Курилов, старпом
- Всеволод Шиловський — Зевс Іванович Скачков, служить на круїзному лайнері, контрабандист
- Іван Шабалтас — Іван Денисов, жених Олени
- Ірина Феофанова — Олена Пайгіна, дочка Романа Пайгіна
- Наталія Стриженова — Тетяна Михайлівна Курилова, дружина старпома, колишня коханка Денисова
- Всеволод Ларіонов — генерал держбезпеки Артем'єв
- Рубен Симонов — капітан Петросян
- Валерій Гатаєв — капітан Дементьєв
- Улдіс Лієлдіджс — Вільямс-старший
- Юрій Гусєв — Вільямс-молодший
- Паул Буткевич — Март, іноземний агент-бойовик
- Тину Луме — Гудвін, шпигун-бойовик, посланий під виглядом іноземного туриста
- Віктор Шульгін — Федір Храпін (Федір Олексійович), фашистський пособник, поліцай
- Юрій Саранцев — Трохим Кошура
- Ернст Романов — Кунявський
- Вадим Захарченко — Семен Гаврилович Шинда, годинниковий майстер
- Ерменгельд Коновалов — Джозеф, агент іноземної розвідки
- Рита Гладунко — епізод
- Анатолій Голик — водій
- Валерій Головненков — секретар Вільямса
- Арчіл Гоміашвілі — ведучий конкурсу
- Віталій Деркач — поліцейський інспектор
- Михайло Жарковський — епізод
- Леонід Зверинцев — епізод
- Сергій Зінченко — епізод
- Володимир Мащенко — епізод
- Ібрагім Баргі — експерт
- Людмила Купіна — епізод
- Віктор Мамаєв — епізод
- Михайло Розанов — епізод
- Ладлена Фетисова — учасниця конкурсу краси
- Ольга Степанова — дочка Храпіна
- Наталія Тихонова — фіналістка конкурсу краси
- Георгій Шахет — Карл Хесслер
- Олександр Шворін — епізод
- Олександр Андреєв — відвідувач бару

## Знімальна група
- Режисер — Едгар Ходжикян
- Сценаристи — Станіслав Гагарін, Володимир Кузнецов
- Оператор — Роман Веселер
- Композитор — Едуард Артем'єв
- Художник — Леонід Свінціцький